# Котямінер
Котяміне́р (рос. Котяминер, марій. Изи Пумарий) — присілок у складі Параньгинського району Марій Ел, Росія. Входить до складу Єлеєвського сільського поселення.

## Населення
Населення — 80 осіб (2010; 94 у 2002).
Національний склад (станом на 2002 рік):
- марі — 99 %